# Syzygium beccarii
Syzygium beccarii är en myrtenväxtart som först beskrevs av Henry Nicholas Ridley, och fick sitt nu gällande namn av Elmer Drew Merrill och Lily May Perry. Syzygium beccarii ingår i släktet Syzygium och familjen myrtenväxter. Inga underarter finns listade i Catalogue of Life.